# Riggi & Piros
Riggi & Piros est un duo de disc jockeys et producteurs américains composé d'Anthony Riggi et James Piros.

## Biographie
Basé à New York, le duo se forme en 2013, les deux DJs alors âgés de 16 ans. Il sort ses premiers remixes sur Dim Mak Records, le label de Steve Aoki, après s'être fait remarquer sur un bootleg de la chanson Animals de Martin Garrix.
Leur remix de The Underground par Alvaro n'est pas loin d'entrer dans le top 100 sur Beatport. L'objectif sera atteint avec Crank quelques mois plus tard.
Keep Rocking, sorti sur Armada Music début 2015, se hissera jusqu'à la 13e place du classement.
Lors de leurs récentes tournées, plusieurs singles sont dévoilés à travers leurs sets, dont une possible future collaboration avec MAKJ[réf. nécessaire].

## Discographie[5]

### Singles
- 2014 : Taboo [Buygore Records]
- 2014 : Elephant [Buygore Records]
- 2014 : Dafuq (avec Ookay) [Dim Mak Records]
- 2014 : Crank [Mainstage Music (Armada Music)]
- 2015 : D.A.R.E. (avec Borgore) [Buygore Records]
- 2015 : Keep Rockin [Armada Music]
- 2015 : Love Me A Little [Armada Music]
- 2015 : Alpha (avec Zaxx) [Musical Freedom]
- 2015 : Knightlife [Musical Freedom]
- 2016 : Make You Go (avec Tony Junior) [DOORN (Spinnin')]
- 2018 : Playin’ Around (avec Quintino) [Musical Freedom]

### Remixes
- 2013 : Martin Garrix - Animals (Riggi & Piros Bootleg) [Free Download]
- 2013 : Clockwork - Surge (feat. Wynter Gordon) (Riggi & Piros Remix) [Dim Mak]
- 2013 : Disco Fries - Lose It (Riggi & Piros Remix) [Cr2 Records]
- 2014 : Borgore - Wild Out (feat. Waka Flocka Flame & Paige) (Riggi & Piros Remix) [Dim Mak Records]
- 2014 : Alvaro, Carnage - The Underground (Riggi & Piros Remix) [Spinnin' Remixes]
- 2014 : The Chainsmokers - Kanye (feat. SirenXX) (Riggi & Piros Remix) [Dim Mak Records]
- 2015 : MAKJ, Lil Jon - Let's Get F*cked Up (Riggi & Piros Remix) [Ultra]
- 2015 : OMI - Cheerleader (Riggi & Piros Remix) [Free Download]
- 2015 : Edward Maya, Vika Jigulina - Stereo Love (Riggi & Piros Remix) [Free Download]
- 2015 : Tiësto & KSHMR feat. Vassy - Secrets (Riggi & Piros Remix) [Musical Freedom]
- 2015 : Steve Forte Rio - Slumber (Riggi & Piros Remix) [Free Download]
- 2016 : Cash Cash & Digital Farm Animals - Millionaire (feat. Nelly) (Riggi & Piros Remix)
- 2017 : Tiesto - Feel It In My Bones (Riggi & Piros Remix)
- 2018 : The Chainsmokers, Drew Love - Somebody (Riggi & Piros Remix)